# Ярош, Валерий Иванович
Валерий Иванович Ярош (род. 2 марта 1940, Днепропетровск, УССР) — российский художник, педагог, член Союза художников России с 1991 года. Известен своими пейзажами, портретами и натюрмортами, выполненными в реалистическом стиле

## Биография
Детство, которое провёл в Курской области, в посёлке Возы, пришлось на годы Великой Отечественной войны, что позднее отразилось в его работах на военную тематику. Интерес к искусству проявился в раннем возрасте, когда дядя подарил ему заветную коробку красок из Ленинграда.
Спасаясь от нагрянувшей войны, его семья, влившись в огромный поток беженцев, остановилась на станции Возы, что недалеко от Курска. Здесь и настигла их война, оставив на всю жизнь у впечатлительного Валерия свой страшный образ.
Грамоту рисунка, живописи Валерий Ярош начал изучать в изостудии Дома культуры в Ленинграде. Затем, в период военной службы в Омске, всё свободное время отдавал занятиям в заочном московском университете искусств. Тогда и появились в газетах сибирского военного округа первые его рисунки — портреты боевых друзей. После службы в армии Ярош поступил на художественно-графический факультет Ленинградского педагогического института имени А. И. Герцена, который окончил в 1969 году.
Кроме основных занятий, Валерий посещал дополнительные занятия по рисунку и живописи.
По совету преподавателей, отдел слепков Академии художеств стал для Яроша местом совершенствования в рисунке гипсовых скульптур. Долгое время под руководством Я. Я. Лаврентьева он изучал секреты мастерства в Эрмитаже, копируя Ван Дейка и Рубенса. Затем были Дома творчества художников «Старая Ладога», «Академическая дача», «Горячий ключ» и творческие базы Академии художеств в Алупке и Пушкинских горах. Большую роль в формировании В. И. Яроша как художника сыграл заслуженный художник России Л. Г. Кривицкий — преподаватель и дипломный руководитель.
Его произведения регулярно выставляются с 1970-х годов, включая персональные и групповые выставки в России, Финляндии и Эстонии. Работы Яроша хранятся в частных, музейных коллекциях, в России и за рубежом. например в музее города Кингисеппа. Это подчёркивает его вклад в культурное наследие региона.
так же Валерий Ярош участвовал во всероссийских, международных пленэрах
Творчество художника получило признание на городских, областных, региональных и международных выставках. Валерий Ярош считается одной из ключевых фигур в художественной жизни Ленинградской области.

## Карьера
В 1971 году он основал здесь Детскую художественную школу и на протяжении более 40 лет возглавлял её, одновременно преподавая рисунок, живопись, скульптуру и композицию. За это время он воспитал несколько поколений молодых художников: многие его ученики стали профессионалами (художниками, архитекторами) и сами стали педагогами.
Ярош известен в Кингисеппе как «основатель художественной школы», его коллеги и последователи высоко ценят его вклад в местное художественное образование.
По статусу Ярош — преподаватель высшей квалификационной категории с педагогическим стажем более 40 лет. 
Начиная с 1970-х годов Валерий Ярош участвует во множестве художественных выставок. Он регулярно экспонирует свои картины (в основном пейзажи, портреты и натюрморты в реалистическом стиле) на вернисажах и конкурсах в Санкт-Петербурге, Москве, Великом Новгороде, Сочи, городах Ленинградской области и за рубежом. Его работы хранятся в музейных и частных коллекциях России и других стран.
Вклад Яроша отмечен на региональном уровне. С 1991 года он состоит в Союзе художников России. Местные СМИ и культурные деятели называют его одной из ключевых фигур художественной жизни Ленинградской области. 
Коллеги и ученики приветствуют в нём «настоящего патриота своей малой родины — Кингисеппской земли и нашей большой Ленинградской области», а также отмечают, что «учатся у него жизненному оптимизму и мудрости» и «гордятся считать его другом, товарищем и наставником». Такая поддержка со стороны творческих сообществ подчёркивает значимость и авторитет Яроша как художника и педагога регионального масштаба.
- Образование: закончил художественно-графический факультет ЛГПИ им. А. И. Герцена (Ленинград) в 1969 году[16].[17]
- Педагогическая деятельность: в 1971—2011 годах — основатель и бессменный директор Кингисеппской детской художественной школы; имеет свыше 40 лет педагогического стажа (преподаватель высшей категории).[18]
- Художественная деятельность: автор более тысячи картин[19] (преимущественно пейзажи, портреты, натюрморты); участник городских, областных, всероссийских и международных выставок.[20]
- Признание: член Союза художников России с 1991 года; считается ключевой фигурой в художественной жизни Ленинградской области и пользуется уважением среди других художников как талантливый мастер и наставник[21]

Также Ярош активно участвовал в деятельности творческой студии «Ямбуржецъ», созданной художниками Г. С. Чепиком и С. В. Смирновым, что способствовало укреплению его репутации в художественных кругах региона.
его работы экспонировались в музее истории Гатчины (июль 2017), Санкт-Петербургском Союзе художников (персональная выставка, сентябрь 2021)

## Культурное наследие
Особое место в творчестве Валерия Яроша занимает Сойкинский полуостров и прилегающие районы Кингисеппского края Ленинградской области. Его часто называют «художником Сойкинского пула» — это название отражает не только географическую привязку, но и глубокую эмоциональную и культурную связь автора с местной природой, деревенским укладом и северным пейзажем.
Ярош, живя и работая в Кингисеппе, не только запечатлевал на своих полотнах характерные пейзажи и архитектуру региона, но и активно участвовал в сохранении визуальной памяти края. Он часто отправлялся на этюды в самые удалённые уголки области — на велосипеде или пешком — чтобы зафиксировать уходящую натуру. Его картины отличаются особым вниманием к локальному цвету: северное небо, дюны Финского залива, старые дома и церкви изображаются не как фон, а как одушевлённые участники культурного пространства.
Также художник принимал участие в региональных выставках, посвящённых истории и природе Ленинградской области, и оказывал влияние на формирование художественного образа Сойкинского полуострова в коллективной памяти местных жителей.
Вклад Яроша в развитие национального искусства отмечают современники: он считается одной из ключевых фигур Ленинградской области, его творчество сочетают традиции русской живописи с личным мироощущением

## Творчество
Творчество Валерия Яроша выстроено в традициях русской реалистической школы.
Центральное место в его живописи занимают пейзажи: яркие, звонкие краски и романтическое восприятие природы стали его визитной карточкой. Художник стремится запечатлеть «красоту Родины», показывая природу как нечто уникальное и прекрасное. Для полотен Яроша характерны сочные, насыщенные цвета и «сильная внутренняя энергетика».
Он также известен как талантливый мастер портретной живописи: по словам Валерия Яроша, «портрет — предельно захватывающий, загадочный предмет философского размышления художника о человеке, о его индивидуальности и предназначении».
Благодаря мастерству передачи характера и настроения портреты Яроша наполнены психологической точностью: художник тщательно подбирает позу, костюм и окружение, стремясь выразить внутренний мир модели, а не слепо копировать внешность.
Ярош глубоко связан с родным краем. Его пейзажи часто посвящены Ленинградской области и Северо-Западу России: художник сам говорил, что «Природа Северо-Запада очаровала его, он знает окрестные заповедные места, ездит туда то на велосипеде, то на лыжах». Живописные виды Кингисеппа, Гатчины и окрестностей он изображает с любовью к местной природе. Так, например, на выставке в Гатчинском музее отмечалось, что мастер «запечатлел наш город, его улицы, соборы, дворцы и парки».
В портретах, особенно женских, Ярош также демонстрирует глубокое уважение к модели.
Женские образы принесли ему особую известность: портреты «Марина — пионерка»(1976), «Девушка у окна»(1995), «Гончар Макар Фёдоров» (1974), «Двойной портрет» (1997) и другие отличаются вниманием к душевному состоянию героинь.
Художник подчёркивает психологизм портрета: для него важно передать характер человека. Он «добивается психологической точности» индивидуальных черт, тщательно продумывая позу, костюм и детали окружения, но не стремится к фотографической похожести. Портреты Яроша часто называют «колоритными» и полными внутренней жизни: каждое полотно создано с уважением к личности и передаёт душевную глубину модели
Художник много работает с натурой. Он регулярно участвует во всероссийских и международных пленэрах, рисует этюды на свежем воздухе.
Ярош описывал свой творческий процесс: «Когда работаешь над цветом, стараешься, чтобы каждый фрагмент чем-то отличался и при этом все было связано… Нужно, чтобы вы получали именно те ощущения, которые я старался передать» Особое внимание он уделяет световому решению полотна и меняющемуся освещению при работе на пленэре. По его мнению, художник прежде всего должен «уметь смотреть, внимательно всматриваться в окружающий мир и ни к чему не относиться как к случайности». Такой подход позволяет Ярошу «уловить дыхание жизни» в натуре и живом моменте, делая картины выразительными и эмоциональными
Главный хранитель Кингисеппского музея — Валентина Ищенко в 2012 году подчеркнула этот факт в новостях «Кингисепп Сегодня»: у Валерия Ивановича особая культура воспевания красоты женщины через портрет, когда открывается в портрете душа каждой женщины, не смотря на то что душа женщины — это сложная и многогранная загадка.
Критики высоко оценивают его способность сочетать традиции русской реалистической школы с индивидуальным взглядом на мир.

## Выставки
Валерий Ярош участвовал в многочисленных выставках, среди которых:
- Всесоюзная выставка «Салют Победы» (2010) — его работы на военную тематику были отмечены жюри и зрителями.
- Персональная выставка в Доме художника, Санкт-Петербург (2021) — экспозиция представила произведения XXI века, демонстрирующие зрелость его стиля.
- Персональная выставка в зале «Квадрат» Санкт-Петербургского Союза художников (2021) — прошла с 12 по 19 сентября, собрав положительные отзывы коллег и учеников.
- Выставка к 90-летию Ленинградской области, Гатчина (2017) — подчёркивает его вклад в искусство региона.
- Международные выставки в Финляндии и Эстонии (1990-е-2000-е) — участие в них подтверждает международное признание художника.
- Областная выставка в Выборге (2019) — представлена картина «Сакуры», удостоенная высокой оценки.
- художественная выставка «Российский флот — детище Петра I», итог выездного пленэра художников Ленинградской области.[32]

Эти выставки демонстрируют устойчивый интерес к творчеству Яроша как в России, так и за её пределами.

## Награды и признание
За свою карьеру Валерий Ярош был удостоен ряда наград:
- Звание лучшего портретиста (2011) — присуждено на выставке «Салют Победы» за мастерство в жанре портрета.
- Диплом первой степени за картину «Сакуры» (2019) — на областной выставке в Выборге.
- Диплом первой степени за картины «Моё детство», «Сакура», «ПАМЯТЬ» (2020) — на выставке «Салют Победы» в Санкт-Петербурге.
- Почётная грамота Союза художников России (2015) — за вклад в развитие искусства Ленинградской области.

Эти награды и отзывы, таких людей как А. П. Левитин, подтверждают высокий уровень мастерства Яроша и его значимость в художественном сообществе.

### Оценки и критика
Художественные работы, а так же педагогическая деятельность Валерия Яроша получили высокую оценку коллег и критиков:
Народный художник России А. П. Левитин в 2017 году писал, что в его полотнах «всегда ощущается дыхание жизни, трепет живописного состояния, влюблённость автора в то, что он изображает». Такая тонкая связь с природой и историей края делает Яроша «настоящим певцом Кингисеппской земли и Принаровья».
Елена Николаевна Лаврова (заслуженный работник культуры РФ, художник, специалист отдела традиционной культуры Дома народного творчества Ленинградской области): «Мне повезло — судьба свела с интереснейшими людьми. В их числе — Валерий Иванович Ярош. Он 30 лет возглавлял в Кингисеппе детскую художественную школу, которая была образцом того, как увлечь детей творчеством.»
Валентина Ищенко (главный хранитель Кингисеппского музея) в 2012 году: «у Валерия Ивановича особая культура воспевания красоты женщины через портрет, когда открывается в портрете душа каждой женщины, не смотря на то что душа женщины — это сложная и многогранная загадка.»
В.О. Скитневский (канд. пед. наук, член-корреспондент Международн. академии информатизации; специалист в области культуры, книговедения, психологии чтения. до выхода на пенсию - зам. директора Кингисеппского фил. ЛГУ им.А.С. Пушкина,  доцент, профессор кафедры социально-гуманитарных наук): «Глядя на его картины, я ощущал глубокое осмысление окружающего его мира, переданной мне художником. Я и сегодня уверен в том, что Валерий Иванович во многих своих работах занимал позицию властителя наших дум, когда мы подходим к тому или иному его пейзажу, натюрморту, портрету. Думает ли он сам об этом? Не могу сказать, поскольку сам Валерий относится к людям, в душу которых так просто не заглянешь. Его мысли заперты, словно в шкатулку.»
Вадим Владимирович Аристов (руководитель Исторического общества Ямбурга-Кингисеппа): «Мне нравится практически все, созданное Валерием Ивановичем, Особенно виды нашего города. Это первый художник, создавший о нем серию живописных работ, в том числе – целую портретную галерею горожан. Эти люди увековечены, как увековечен и сам художник. Мы видим типажи. Говорю как историк – они отличаются от современных»
Николай Витальевич Ивлев (Руководитель проекта «Возрождение Сойкинской Святыни») : «этими работами можно было полюбоваться на выставке в Михайловском замке»
Галина Бестужева посвятила стихотворение Валерию Ярош, прочитав его в читальном зале Кингисеппской центральной городской библиотеки

## Личная жизнь
Валерий Ярош женат, имеет двоих детей. Проживает в Ленинградской области, где продолжает работать и преподавать.